# Leszek Winowski
Leszek Józef Egidiusz Winowski (ur. 23 stycznia 1910 w Skałacie, zm. 16 listopada 1979 we Wrocławiu) – polski historyk prawa, profesor Katolickiego Uniwersytetu Lubelskiego i Wrocławskiego.

## Życiorys
Był synem sędziego, bratem Marii Winowskiej – znanej pisarki katolickiej i Janiny Winowskiej – doktor polonistyki. Uczeń prof. Władysława Abrahama. Od 1932 roku wykładał na Uniwersytecie Jana Kazimierza we Lwowie. Stopień doktora nauk prawnych otrzymał na Uniwersytecie Jana Kazimierza w 1935 roku. W 1936 r. podjął pracę naukową w Katedrze Prawa Kościelnego; od 1942 prowadził działalność konspiracyjną we Lwowie, współpracował z Instytutem Bałtyckim w Sopocie; w Olsztynie zorganizował Ekspozyturę Instytutu Bałtyckiego na Okręg Mazurski. Po wysiedleniu Polaków ze Lwowa podjął pracę w 1945 na Uniwersytecie Wrocławskim, od 1946 kierownik Katedry Prawa Kanonicznego na tym uniwersytecie. Habilitował się na Katolickim Uniwersytecie Lubelskim w 1946. Pracownik naukowy KUL od roku następnego, gdy objął katedrę Prawa Rzymskiego, którą kierował do roku 1954. Prodziekan Wydziału Prawa Kanonicznego KUL (1950-1951 i 1953-1956).
Profesor nadzwyczajny od 1957. W latach 1959–1969 kierownik Katedry Powszechnej Historii Państwa i Prawa Uniwersytetu Wrocławskiego, a w latach 1957−1958 prodziekan Wydziału Prawa. Profesor zwyczajny od 1974 roku. Został odznaczony w 1973 r. Krzyżem Kawalerskim Orderu Odrodzenia Polski. Członek Wrocławskiego Towarzystwa Naukowego; korespondencyjny członek Towarzystwa Naukowego KUL od 1948 roku. Pochowany został na Cmentarzu Świętej Rodziny we Wrocławiu. Ceremonię pogrzebową na cmentarzu prowadził ksiądz biskup Adam Dyczkowski.
Autor 34 publikacji, w tym pięciu książek.
Żonaty z Janiną z domu Tinz, nauczycielem biologiem.